# Кругови 3
Кругови 3 (енгл. Rings) је амерички натприродни хорор филм из 2017. године, који је режирао Ф. Хавијер Гутијерез, а сценарио су написали Дејвид Лука, Џејкоб Естес и Акива Голдсман, док су у главним улогама Матилда Лац, Алекс Роу, Џони Галеки, Ејми Тигарден, Бони Морган и Винсент Д'Онофрио. Трећи је филм у серијалу Круг и наставак је филмова Круг (2002) и Круг 2 (2005), а базиран је према неким елементима књиге Спирала, Кођија Сузукија.
Парамаунт пикчерс је првобитно планирао трећи филм овог серијала, оригинално назван Круг 3D, почетком 2014. године, када је унајмио Гутијереза за режисера и када је најављено да ће Лука, Естес и Голдсман написати сценарио за филм. Снимање је почело 23. марта 2015. у Атланти, а завршено је 31. маја исте године. Додатна снимања су завршена у јулу 2016. године.
Филм је издат у америчким биоскопима 3. фебруара 2017. године и био је други филм по заради током премијерног викенда. Широм света је зарадио преко 83 милиона долара, наспрам буџета од 25 милиона.

## Радња
Млада девојка ће се забринути за свог дечка кад он почне да истражује мрачну поткултуру која окружује мистериозни видео снимак у коме се каже да ће гледалац снимка бити убијен након седам дана. Она ће жртвовати себе да би спасила свог дечка и на тај начин ће открити нешто ужасавајуће: постоји „филм унутар филма” који нико досад није видео.

## Улоге
| Глумац            | Улога          |
| ----------------- | -------------- |
| Матилда Лац       | Џулија         |
| Алекс Роу         | Холт Ентони    |
| Џони Галеки       | Габријел Браун |
| Винсент Д'Онофрио | Гејлен Берк    |
| Ејми Тигарден     | Скај Џонстон   |
| Бони Морган       | Самара Морган  |